# 거짓말 (드라마)
《거짓말》은 1998년 3월 30일부터 1998년 6월 2일까지 방송했던 KBS 2TV 월화 드라마였는데 시청자들을 흡입하는 서사구조가 약했다는 지적이 있었고
황신혜가 주성우 역에 거론되기도 하였으나 영화 촬영 등의 이유로 고사했다.

## 등장 인물

### 주요 인물
- 배종옥 : 주성우 역(33세, 인테리어 토탈 매니저)
- 유호정 : 정은수 역(27세, 공예가, 갤러리 '착한 생각' 운영)
- 이성재 : 서준희 역(27세, 인테리어 토털 디자이너)
- 김상중 : 이동진 역(27세, 사건 담당 신문기자)

### 주변 인물
- 윤여정 : 윤영희 역(53세, 성우 모)
- 주현 : 주현철 역(55세, 신문사 편집부장. 칼럼니스트)
- 추상미 : 세미 역(23세, 거리 부랑아)
- 김태우 : 장어 역(25세, 거리 부랑아)
- 김동주 : 하숙 역

### 그 외 인물
- 안해숙 : 유란 역
- 양희경 : 송선주 역
- 손현주 : 김재석 역
- 한진희 : 산부인과의 역
- 우현주
- 정종준 : 임 과장 역
- 신현탁 : 이형민 역
- 정성모
- 이상숙

## 참고 사항
- 최초로 "폐인 매니아 드라마"라는 말이 나올 정도로 많은 인기를 끌었으며 그 모임은 현재도 유지되고 있다.[4]
- 이동진 역의 김상중이 담배를 피우는 장면이 나오는데 김상중이 흡연하는 장면은 《거짓말》 뿐 아니라 KBS 2TV 수목 드라마 《그대 나를 부를 때》에도 나왔으며 그리하여 그는 1998년 "올해의 흡연 탤런트"로 선정되는 불명예를 안았다.[5]
- SBS 월화 드라마 《바람의 노래》, MBC 월화 드라마 《세상 끝까지》와 시청률이 크게 증가하자 본 프로그램 시청률이 조금씩 감소된 상태였다.
- 당초 16부작으로 기획했지만 4부작으로 더 늘려 20회까지 연장 방송·편성됐다.